# Andris Bērziņš (ur. 1944)
Andris Bērziņš (ur. 10 grudnia 1944 w Nītaure) – łotewski bankowiec i polityk, w latach 1990–1993 deputowany do Rady Najwyższej, w latach 2010–2011 poseł na Sejm Republiki Łotewskiej, od 2011 do 2015 prezydent Republiki Łotewskiej.

## Życiorys
W 1971 ukończył studia z dziedziny inżynierii radiowej w Ryskim Instytucie Politechnicznym, zaś w 1988 z dziedziny planowania przemysłowego na wydziale ekonomii Uniwersytetu Łotwy w Rydze.
W okresie radzieckim od 1971 do 1988 pracował w przedsiębiorstwie państwowym „Elektrons” na różnych stanowiskach w tym jako jego dyrektor. W latach 1988–1989 pełnił funkcję wiceministra do spraw usług bytowych w administracji Łotewskiej SRR. Od 1989 do 1993 był radnym i przewodniczącym rejonowego komitetu wykonawczego w okręgu Valmiera. W wyborach w 1990 został deputowanym do Rady Najwyższej Łotewskiej SRR w okręgu nr 194 jako kandydat Łotewskiego Frontu Ludowego, mandat wykonywał do 1993. W latach 1990–1992 był członkiem rady Banku Łotwy, a w 1993 został prezesem funduszu prywatyzacyjnego w ramach tej instytucji. W tym samym roku objął stanowisko prezesa Latvijas Unibanka, którym kierował do 2006. W latach 2006–2010 pełnił funkcję prezesa Łotewskiej Izby Przemysłowo-Handlowej (LTRK), a od 2007 do 2009 przewodniczącego rady przedsiębiorstwa Latvenergo. Został też właścicielem gospodarstwa rolnego.
W wyborach w 2005 był kandydatem ZZS na burmistrza Rygi oraz radnego miejskiego. W grudniu 2007 rozważano jego kandydaturę na premiera Łotwy. W wyborach w 2010 został wybrany do Sejmu X kadencji z listy Związku Zielonych i Rolników w Vidzeme. Objął funkcję przewodniczącego komisji gospodarki, rolnictwa, środowiska i rozwoju regionalnego.
W 2011 został zgłoszony przez ZZS jako kandydat w wyborach prezydenckich. W I turze głosowania z 2 czerwca głosowało na niego 50 posłów (przeciwko 48), na dotychczasowego prezydenta Valdisa Zatlersa – 43 (przeciwko 55). Na prezydenta został wybrany w II turze, gdy uzyskał 53 głosów posłów reprezentujących najprawdopodobniej ZZS, Centrum Zgody i PLL (przeciwko głosowało 44 deputowanych). Ubiegający się o reelekcję konkurent otrzymał tym razem 41 głosów (przy 56 przeciwko). 8 lipca 2011 został zaprzysiężony na urząd prezydenta. W wyborach prezydenckich w 2015 nie ubiegał się o reelekcję, kończąc urzędowanie 8 lipca tegoż roku.
W 2017 kandydował na radnego Rygi z listy ZZS, jego ugrupowanie nie przekroczyło wyborczego progu.
Odznaczony m.in. Orderem Trzech Gwiazd klasy III (2008) i I (2011) oraz Orderem Westharda I klasy (2011), a także m.in. Orderem Orła Białego (2012).

## Życie prywatne
Dwukrotnie żonaty, po raz pierwszy z Dzintrą Bērziņą, po raz drugi z Dace Seisumą. Oba małżeństwa zakończyły się rozwodami. Ma pięcioro dzieci.